# Coimères
Coimères (okzitanisch Coimèras) ist eine französische Gemeinde mit 1.077 Einwohnern (Stand: 1. Januar 2022) im Département Gironde in der Region Nouvelle-Aquitaine. Sie gehört zum Arrondissement Langon und zum Kanton Le Réolais et Les Bastides. Die Einwohner werden Coimériens genannt.

## Geographie
Coimères liegt etwa 51 Kilometer südöstlich von Bordeaux. Umgeben wird Coimères von den Nachbargemeinden Langon im Norden und Nordwesten, Saint-Pierre-de-Mons im Norden, Auros im Osten und Nordosten, Brouqueyran im Osten, Cazats im Süden sowie Mazères im Westen.
Durch die Gemeinde führt die Autoroute A65.

## Bevölkerungsentwicklung
| 1962                       | 1968 | 1975 | 1982 | 1990 | 1999 | 2006 | 2017 |
| -------------------------- | ---- | ---- | ---- | ---- | ---- | ---- | ---- |
| 381                        | 369  | 356  | 388  | 583  | 657  | 658  | 1034 |
| Quellen: cassini und INSEE |      |      |      |      |      |      |      |

## Sehenswürdigkeiten
- Grabhügel
- Kirche Notre-Dame aus dem 12. Jahrhundert, seit 1907 Monument historique

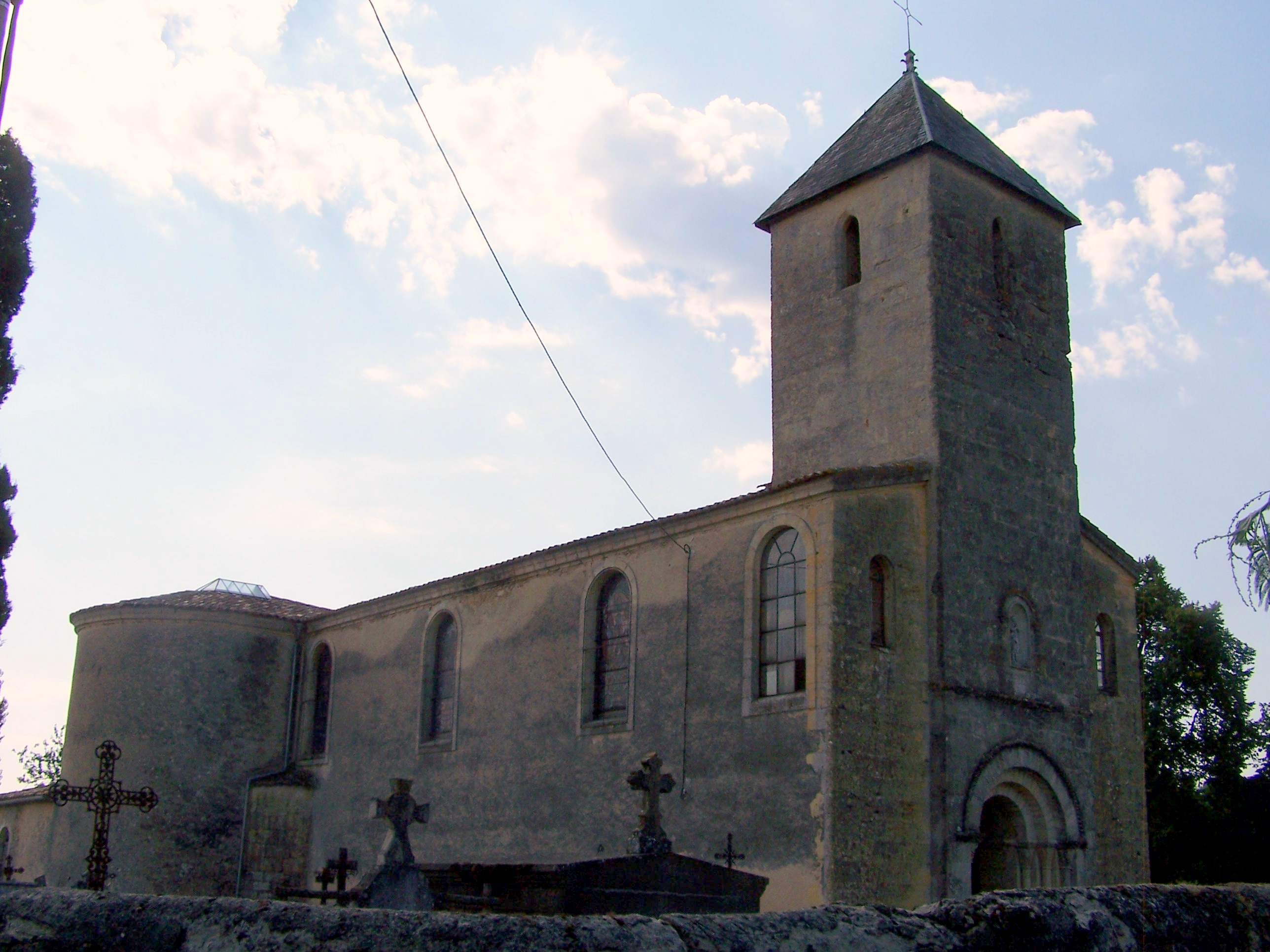
Kirche Notre-Dame

- Schloss Larroque